# سیارک ۶۶۴۹
سیارک ۶۶۴۹ (به انگلیسی: 6649 Yokotatakao، نامگذاری:1991RN) شش هزار و ششصد و چهل و نهمین سیارک کشف شده‌است که در ۵ سپتامبر ۱۹۹۱ کشف شد.